# Clematis aethusifolia
Clematis aethusifolia är en ranunkelväxtart som beskrevs av Porphir Kiril Nicolai Stepanowitsch Turczaninow. Clematis aethusifolia ingår i släktet klematisar, och familjen ranunkelväxter. Utöver nominatformen finns också underarten C. a. latisecta.